# Éliska Cross

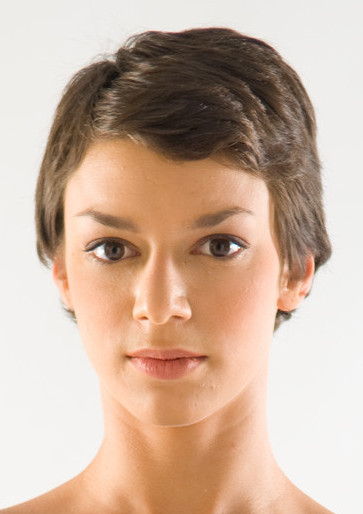
Éliska Cross (2000)

Éliska Cross (* 6. Januar 1986 in Metz, Frankreich) ist eine französische Darstellerin, die sowohl im Pornogenre als auch im Mainstream-Kino tätig war.

## Karriere
Éliska Cross begann ihren beruflichen Werdegang als Stripperin, bevor sie 2006 in die Pornofilmindustrie wechselte. Bereits drei Jahre später wurde sie für ihre Leistungen und ihre Präsenz in der Branche gewürdigt und erhielt zwei Nominierungen bei den Hot d’or-Awards: in den Kategorien „Beste französische Nachwuchsdarstellerin“ sowie „Bestes Schauspielerinnen-Blog“.
Ab dem Jahr 2010 richtete Cross ihren Fokus verstärkt auf Fotomodeling, Striptease und Auftritte in Mainstream-Produktionen. Im selben Jahr übernahm sie eine Hauptrolle in dem Low-Budget-Horrorfilm Échap und trat in Serge Bramlys avantgardistischem Fernsehfilm Rose, c’est Paris an der Seite von Monica Bellucci auf. Zudem hatte sie eine Nebenrolle in Abdellatif Kechiches preisgekröntem Filmdrama Black Venus, das auf wahren Begebenheiten basiert und internationale Anerkennung fand. Darüber hinaus wirkte sie in der Dokumentation Rhabillage mit, die von Ovidie inszeniert und von Jean-Jacques Beineix produziert wurde. Diese Produktion widmet sich einer Reflexion über die Repräsentation von Erotik und Sexualität im französischen Kino.

## Filmografie in Auswahl
- Échap (2010)
- Rose, c’est Paris (2010)
- Black Venus (Vénus noire, 2010)[2]